# Elke Sader
Elke Sader (* 27. September 1955 in Bregenz; geborene Elke Mayer) ist eine sozialdemokratische Landespolitikerin im österreichischen Bundesland Vorarlberg. Von November 2003 bis zum 23. November 2007 war sie Landesparteiobfrau der SPÖ Vorarlberg. Zudem war sie bis zum 17. September desselben Jahres Clubvorsitzende des SPÖ-Landtagsclubs.

## Ausbildung und Beruf
Elke Sader wurde am 27. September 1955 mit dem Namen Elke Mayer in Bregenz geboren. Ihr Vater ist der langjährige Bregenzer Bürgermeister Fritz Mayer, ihre Mutter Friedolina Mayer. Sie besuchte die Volksschule und das Gymnasium in Bregenz und maturierte im Jahr 1974. Noch im selben Jahr nahm sie das Studium der Medizin an der Universität Innsbruck auf. 1982 beendete sie dieses Studium mit der Promotion zur Doktorin der Medizin (Dr.med.). 
Anschließend an das Medizinstudium absolvierte Elke Sader von 1983 bis 1988 die Ausbildung als Turnusärztin sowie zur Allgemeinmedizinerin. Von 1988 bis 1992 folgte die Ausbildung zur Fachärztin für Gynäkologie und Geburtshilfe im Landeskrankenhaus Bregenz. In weiterer Folge war sie von 1992 bis 1995 als gynäkologische Fachärztin am LKH Bregenz tätig. 1995 eröffnete sie schließlich eine eigene Facharzt-Praxis für Gynäkologie und Geburtshilfe in Bregenz.

## Politische Karriere
In ihrer politischen Karriere stark beeinflusst wurde Elke Sader von ihrem Vater, dem sozialdemokratischen Bregenzer Langzeitbürgermeister und SPÖ-Landesparteiobmann Fritz Mayer. Im Jahr 1997 stieg Elke Sader aktiv in die Politik ein und wurde bereits am 5. Oktober 1999 Abgeordnete zum Vorarlberger Landtag, wo sie Vorsitzende des SPÖ-Landtagsclubs wurde. Weiters übernahm sie im November 2003 den Parteivorsitz der Vorarlberger SPÖ Landesparteigruppe. Der Rücktritt von diesem Amt erfolgte ebenso wie der Rücktritt vom Vorsitz des Landtagsclubs im Jahr 2007 zugunsten von Michael Ritsch. Anschließend war sie stellvertretende Clubvorsitzende im Landtag. Nach der Landtagswahl in Vorarlberg 2009, bei der die SPÖ drei ihrer ursprünglich sechs Mandate verlor, schied Elke Sader aus dem Vorarlberger Landtag und der aktiven Politik aus.

## Privatleben
Elke Sader ist praktizierende Gynäkologin mit eigener Praxis in Bregenz und wohnt derzeit in Lochau. Sie ist seit 1982 verheiratet und hat eine Tochter.